# Катценштайн (замок, Германия)
Катценштайн (нем. Burg Katzenstein) — средневековый каменный замок в одноимённом округе, в городе Дишинген, в районе Хайденхайм, в земле Баден-Вюртемберг, Германия. Один из старейших сохранившихся замков, принадлежавших могущественному роду фон Гогенштауфен. По своему типу относится к замкам на вершине.

## История

### Ранний период
Замок впервые упоминается в бумагах, датируемых 1099 годом. В документе подтверждается передача епископом Эмехардом фон Вюрцбургом церкви в Хайльбронне под контроль Аморбахского монастыря, а в качестве свидетеля назван Одальрих де Катценштайн. Правда по происхождению других свидетелей, упомянутых в этом документе, можно предположить, что упомянутый рыцарь принадлежит не к данной крепости, а к замку Катценштайн, построенному во франконском городе Лангенбург (до настоящего времени не сохранился).

Герб графов Эттингенских

Более надёжные документы, в которых подтверждается существование замка, относятся к XII веку. Дворянский род, о котором можно с уверенностью говорить, как о собственниках Катценштайна, упоминается в 1153 году. Назван и собственник — Рудегерус де Катценштайн. Этот дворянин был министериалом графов фон Диллинген. Последним из известных членов данного рода считается Конрад фон Катценштайн, который упоминается в документах 1288 года, как житель Диллингена. На нём род пресёкся.
С 1262 года в замке Катценштайн проживала дворянская семья фон Хюрнхайм. Они превратили крепость в свою главную резиденцию, покинув свой прежний родовой замок Раухаус. А вскоре представители семьи присоединили к родовому имени приставку фон Катценштайн.
В 1354 году Герман фон Хюрнхайм-Катценштайн продал замок графам Эттингенским. В свою очередь, они заложили комплекс графам фон Хельфенштайн. Представитель этой семьи Бертольд фон Вестерштеттен вступил в 1382 году в брак с девушкой из рода фон Хюрнхайм-Катценштайн. Так резиденция обрела нового собственника и была включена в графство Эттинген. 

### Эпоха Ренессанса
В 1572 году род фон Катценштайн-Вестерштеттен пресёкся. Собственником замка стал сюзерен рода, граф Эттингенский.
В 1648 в ходе Тридцатилетней войны к замку подступила французская армия. Катценштайн в ходе осады был сожжён и разрушен. В 1669 году граф Нотгер Вильгельм фон Эттинген-Бальдерн отремонтировал замок. Вскоре Катценштайн превратился в одну из главных графских резиденций.

### XVIII–XIX века

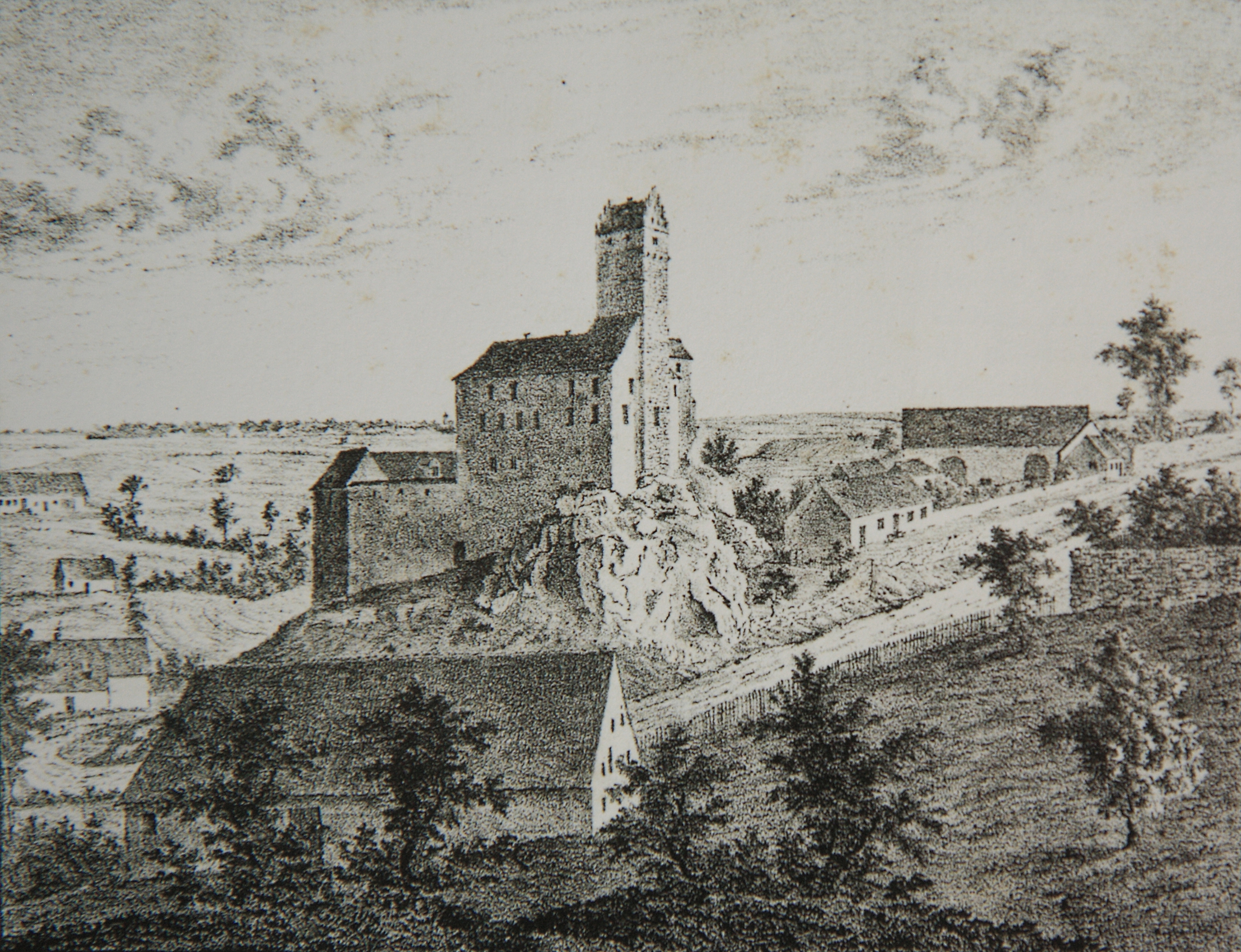
Замок на рисунке 1830 года Кольб, Людвиг

В 1798 году скончался последний представитель рода графов Эттинген-Бальдерн. Он не оставил законных потомков мужского пола. В результате замок перешёл к княжеской линии рода фон Эттинген-Валлерштейн. 
Резиденция была включена в состав вюртембергского округа Нересхайм в 1810 году. В течение XIX века прошла комплексная реставрация и реконструкция комплекса.

### XX век
С 1939 года замок был открыт для посещения публикой. В 1997 году Катценштайн включили в популярный туристический маршрут «Дорога Штауфенов». По настоящее время резиденция остаётся в частной собственности.
С октября 2007 года замок Катценштайн является одним из 26 информационных пунктов в геопарке ЮНЕСКО в регионе Швабский Альб.

## Расположение
Замок расположен на вершине высокого скалистого холма. Этот холм является частью горного отрога Рисальб, самой восточной части массива Швабский Альб. Замок доминирует над долиной Катценштайнер Бах, которая является частью более крупной долины Эгау. Недалеко находилась старинная римская дорога Файминген — Обердорф (также называемая Франкенштрассле).

## Описание
Замок окружён кольцевой стеной. Внутри имеется небольшой двор. В южной части находится главная башня — бергфрид. Её верхнюю часть украшают фасады в стиле ступенчатый щипец. Четырёхэтажное здание графской резиденции расположено в восточной части комплекса. Последние серьёзные изменения во внешнем облике замка происходили в XVII веке. C той поры комплекс только реставрировали и ремонтировали, но не перестраивали. С восточной стороны в прежние времена имелся форбург, защищавший подход к главным воротам, ведущим внутрь замка. Вход в комплекс и поныне находится в восточной части.
Отдельной яркой достопримечательностью является замковая капелла, посвященная Святому Лаврентию. Она возведена около 1000 года и украшена уникальными фресками переходного периода от позднего романского стиля к ранней готике.

## Современное использование
Замок открыт для посещения. В летнее время внутри действует кафе. Часть помещений приспособлена под музейные экспозиции. 

## Галерея

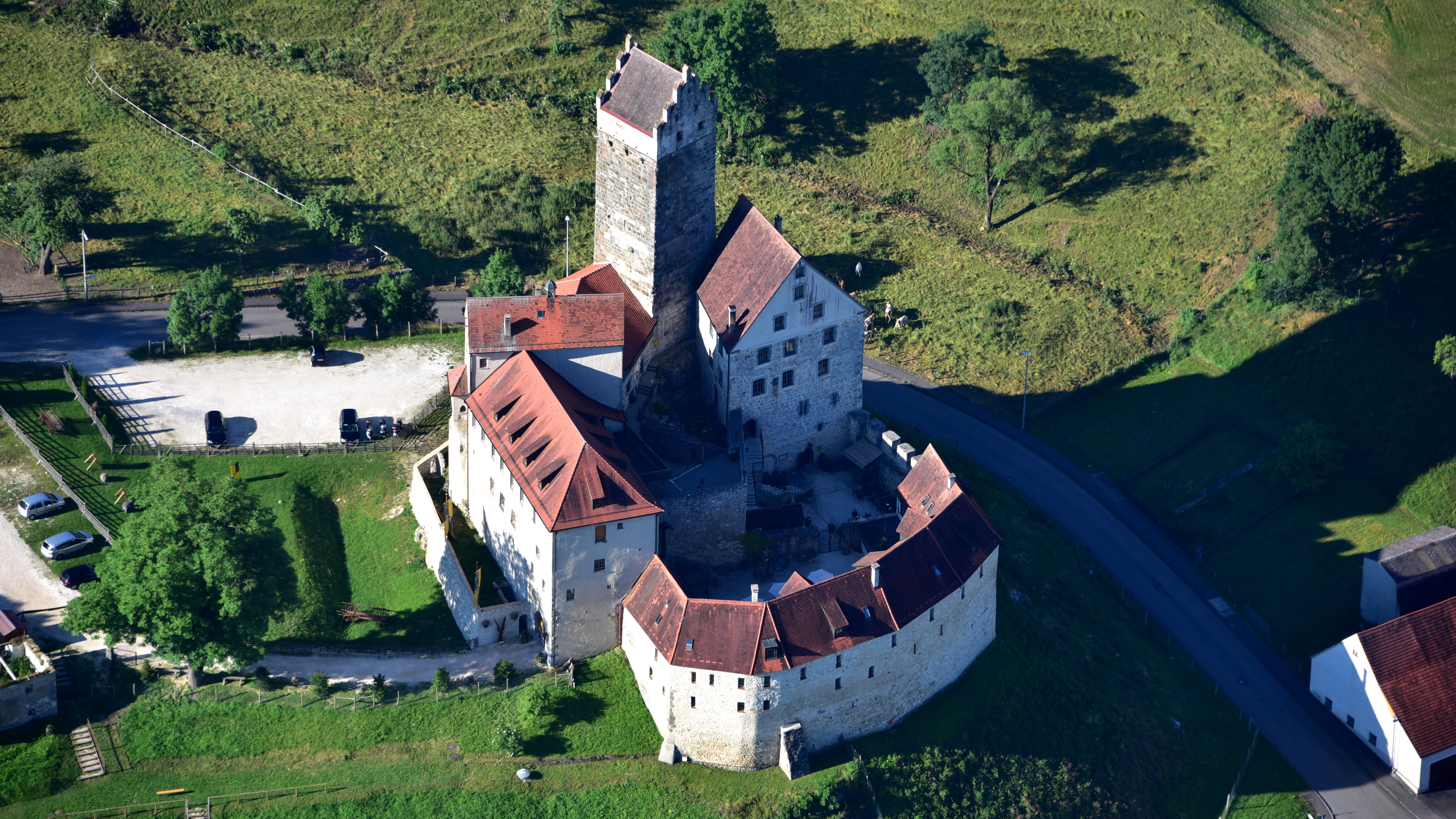
Замок с высоты птичьего полёта
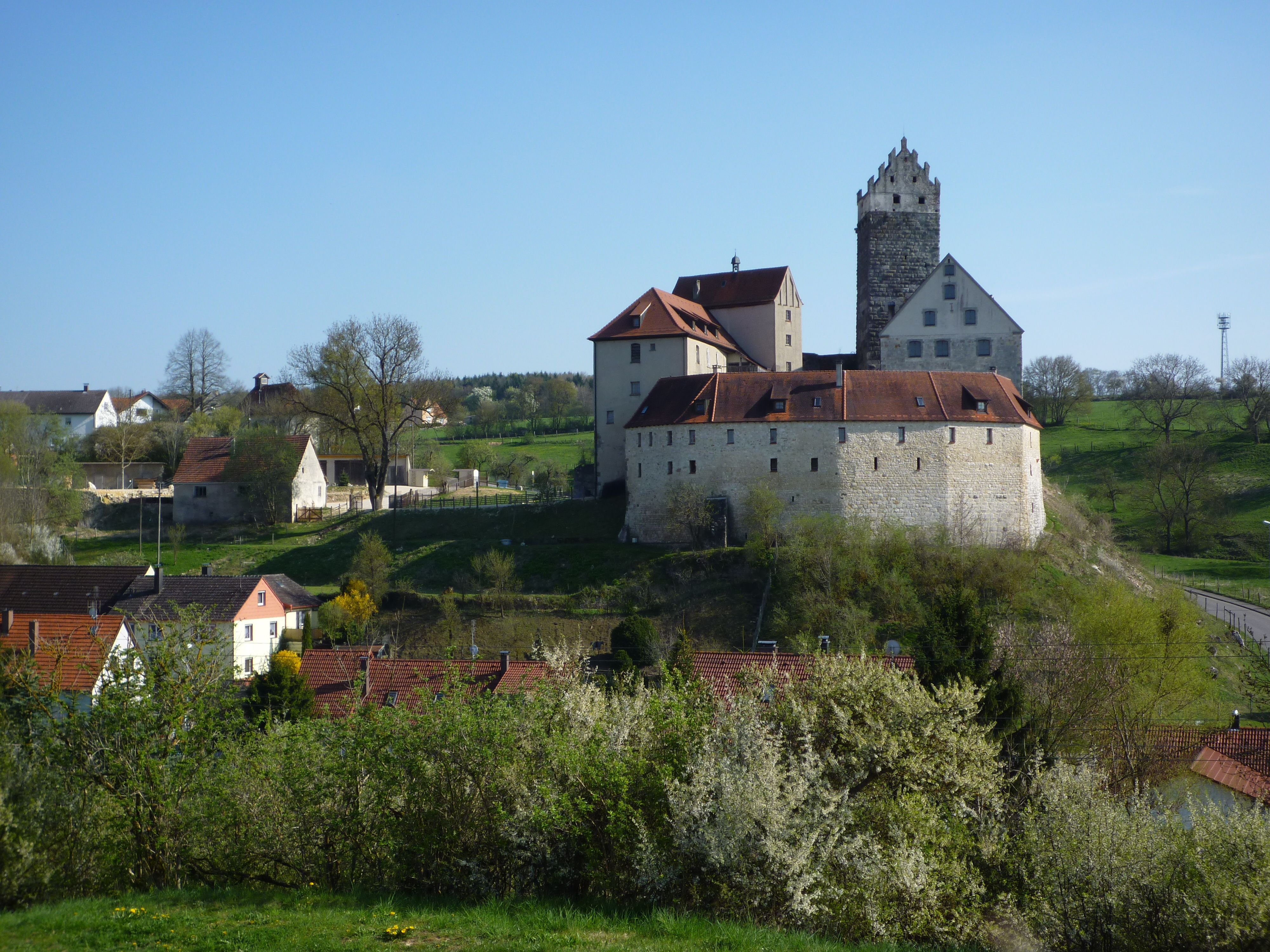
Вид замка с западной стороны
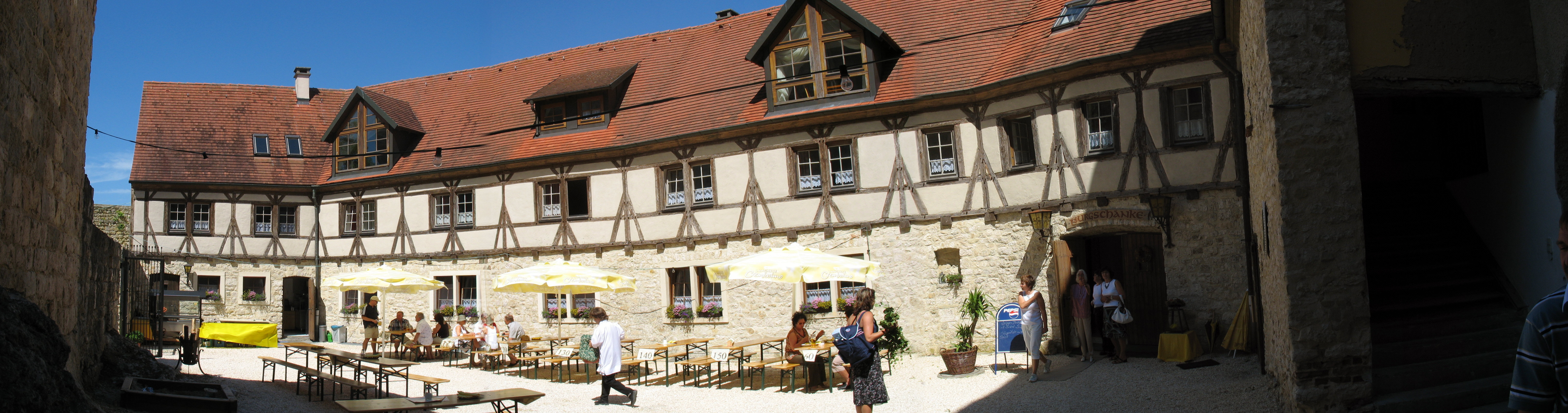
Внутренний двор замка
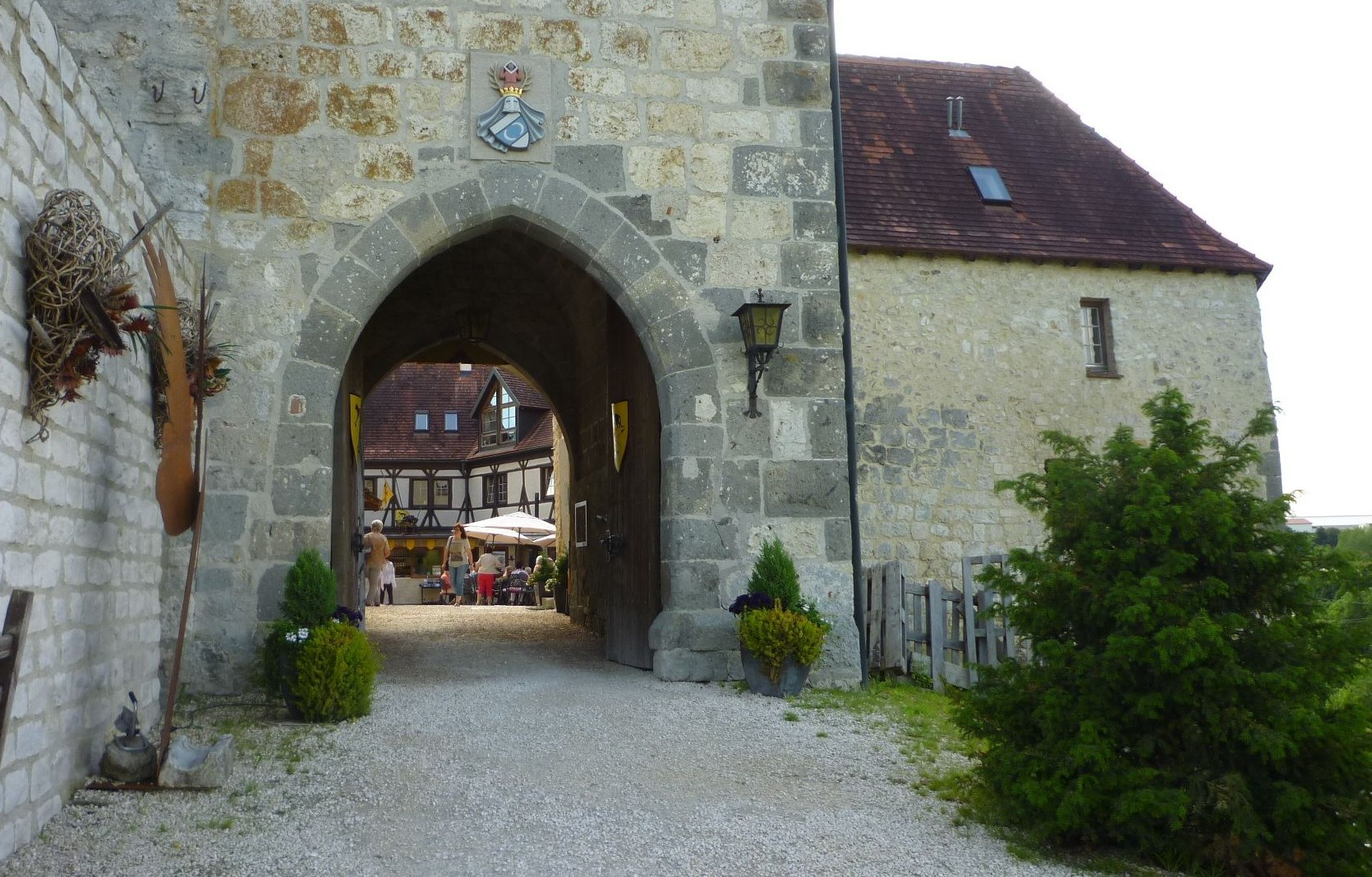
Ворота, ведущие внутрь замка
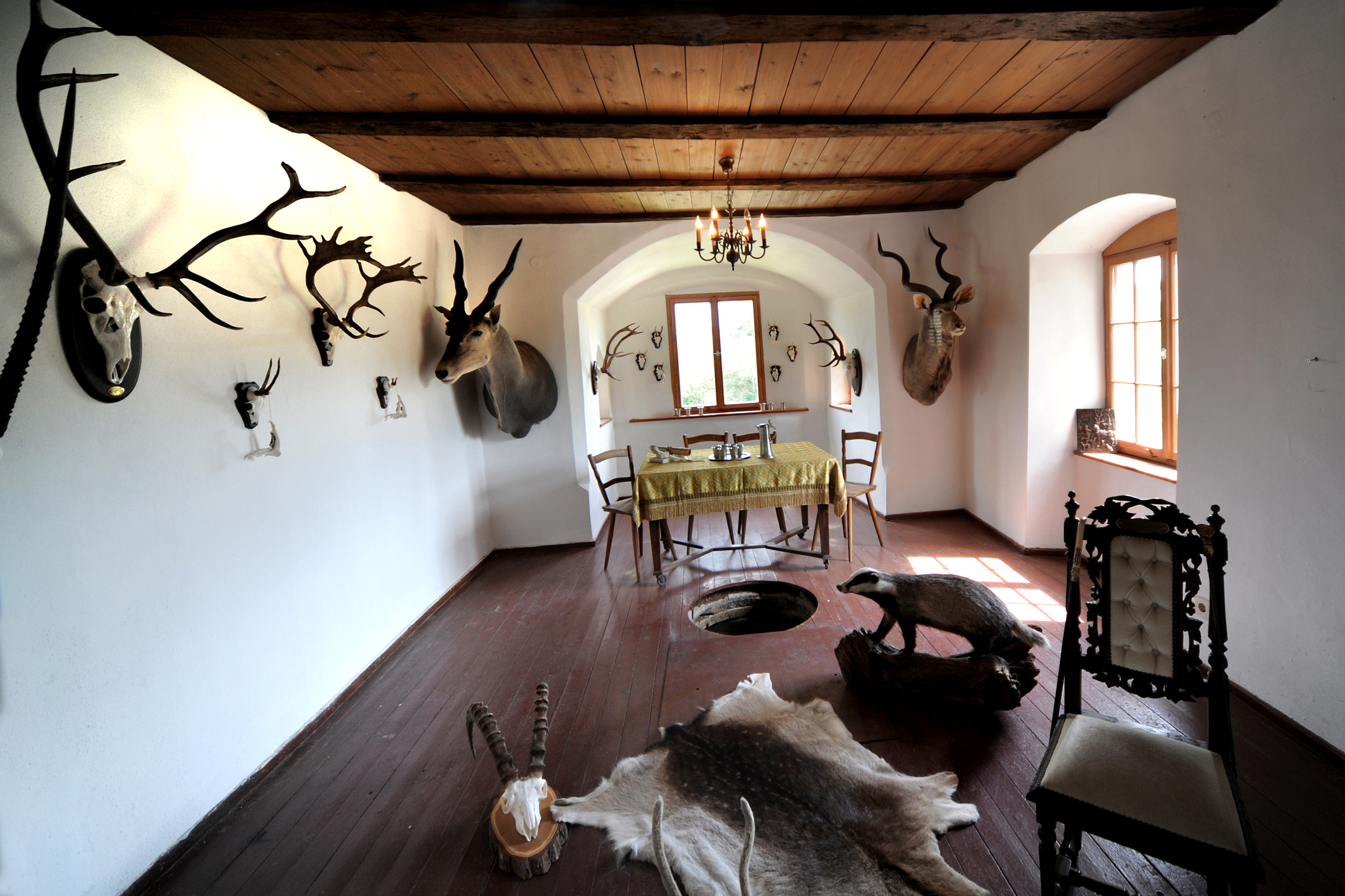
Помещение в замке с охотничьими трофеями